# Jaroslav Zelený
Jaroslav Zelený (Hradec Králové, 20 agosto 1992) è un calciatore ceco, difensore dello Sparta Praga.

## Caratteristiche tecniche
È un terzino sinistro.

## Carriera

### Club
Cresciuto nelle giovanili del Hradec Králové, ha esordito il 5 giugno 2010 in occasione del match pareggiato 0-0 contro il Vysočina Jihlava.

### Nazionale
Ha giocato nelle nazionali giovanili ceche Under-17 ed Under-18.
Nel 2020 ha giocato una partita in nazionale.

## Statistiche

### Presenze e reti nei club
Statistiche aggiornate al 15 Agosto 2018.
| Stagione              | Squadra               | Campionato            | Campionato | Campionato | Coppe nazionali | Coppe nazionali | Coppe nazionali | Coppe continentali | Coppe continentali | Coppe continentali | Altre coppe | Altre coppe | Altre coppe | Totale | Totale | Totale |
| Stagione              | Squadra               | Comp                  | Pres       | Reti       | Comp            | Pres            | Reti            | Comp               | Pres               | Reti               | Comp        | Pres        | Reti        | Pres   | Reti   |        |
| --------------------- | --------------------- | --------------------- | ---------- | ---------- | --------------- | --------------- | --------------- | ------------------ | ------------------ | ------------------ | ----------- | ----------- | ----------- | ------ | ------ | ------ |
| 2009-2010             | Hradec Králové        | FNL                   | 1          | 0          | CRC             | 0               | 0               |                    | -                  | -                  |             | -           | -           | 1      | 0      |        |
| 2010-2011             | Hradec Králové        | 1L                    | 6          | 1          | CRC             | 0               | 0               |                    | -                  | -                  |             | -           | -           | 6      | 1      |        |
| 2011-2012             | Hradec Králové        | 1L                    | 28         | 2          | CRC             | 0               | 0               |                    | -                  | -                  |             | -           | -           | 28     | 2      |        |
| 2012-2013             | Hradec Králové        | 1L                    | 14         | 0          | CRC             | 2               | 0               |                    | -                  | -                  |             | -           | -           | 16     | 0      |        |
| 2013-2014             | Hradec Králové        | FNL                   | 28         | 2          | CRC             | 1               | 0               |                    | -                  | -                  |             | -           | -           | 29     | 2      |        |
| Totale Hradec Králové | Totale Hradec Králové | Totale Hradec Králové | 77         | 5          |                 | 3               | 0               |                    | 0                  | 0                  |             | -           | -           | 80     | 5      |        |
| 2014-2015             | Karviná               | FNL                   | 17         | 0          | CRC             | 1               | 0               |                    | -                  | -                  |             | -           | -           | 18     | 0      |        |
| 2015-2016             | Karviná               | FNL                   | 12         | 0          | CRC             | 1               | 0               |                    | -                  | -                  |             | -           | -           | 13     | 0      |        |
| 2016-2017             | Karviná               | 1L                    | 16         | 1          | CRC             | 0               | 0               |                    | -                  | -                  |             | -           | -           | 16     | 1      |        |
| Totale Karviná        | Totale Karviná        | Totale Karviná        | 45         | 1          |                 | 2               | 0               |                    | 0                  | 0                  |             | -           | -           | 47     | 1      |        |
| 2016-2017             | Jablonec              | 1L                    | 15         | 0          | CRC             | 0               | 0               |                    | -                  | -                  |             | -           | -           | 15     | 0      |        |
| 2017-2018             | Jablonec              | 1L                    | 26         | 1          | CRC             | 5               | 0               |                    | -                  | -                  |             | -           | -           | 31     | 1      |        |
| Totale Jablonec       | Totale Jablonec       | Totale Jablonec       | 41         | 1          |                 | 5               | 0               |                    | 0                  | 0                  |             | -           | -           | 46     | 1      |        |
| 2018-2019             | Slavia Praga          | 1L                    | 2          | 0          | CRC             | 0               | 0               | UCL                | 0                  | 0                  |             | -           | -           | 2      | 0      |        |
| Totale carriera       | Totale carriera       | Totale carriera       | 165        | 7          |                 | 10              | 0               |                    | 0                  | 0                  |             | -           | -           | 175    | 7      |        |

### Cronologia presenze e reti in nazionale
| Cronologia completa delle presenze e delle reti in nazionale ― Rep. Ceca | Cronologia completa delle presenze e delle reti in nazionale ― Rep. Ceca | Cronologia completa delle presenze e delle reti in nazionale ― Rep. Ceca | Cronologia completa delle presenze e delle reti in nazionale ― Rep. Ceca | Cronologia completa delle presenze e delle reti in nazionale ― Rep. Ceca | Cronologia completa delle presenze e delle reti in nazionale ― Rep. Ceca | Cronologia completa delle presenze e delle reti in nazionale ― Rep. Ceca | Cronologia completa delle presenze e delle reti in nazionale ― Rep. Ceca |
| Data                                                                     | Città                                                                    | In casa                                                                  | Risultato                                                                | Ospiti                                                                   | Competizione                                                             | Reti                                                                     | Note                                                                     |
| ------------------------------------------------------------------------ | ------------------------------------------------------------------------ | ------------------------------------------------------------------------ | ------------------------------------------------------------------------ | ------------------------------------------------------------------------ | ------------------------------------------------------------------------ | ------------------------------------------------------------------------ | ------------------------------------------------------------------------ |
| 7-9-2020                                                                 | Olomouc                                                                  | Rep. Ceca                                                                | 1 – 2                                                                    | Scozia                                                                   | UEFA Nations League 2020-2021 - 1º turno                                 | -                                                                        |                                                                          |
| 29-3-2022                                                                | Cardiff                                                                  | Galles                                                                   | 1 – 1                                                                    | Rep. Ceca                                                                | Amichevole                                                               | -                                                                        |                                                                          |
| 2-6-2022                                                                 | Praga                                                                    | Rep. Ceca                                                                | 2 – 1                                                                    | Svizzera                                                                 | UEFA Nations League 2022-2023 - 1º turno                                 | -                                                                        | 87’                                                                      |
| 5-6-2022                                                                 | Praga                                                                    | Rep. Ceca                                                                | 2 – 2                                                                    | Spagna                                                                   | UEFA Nations League 2022-2023 - 1º turno                                 | -                                                                        | 24’                                                                      |
| 12-6-2022                                                                | Malaga                                                                   | Spagna                                                                   | 2 – 0                                                                    | Rep. Ceca                                                                | UEFA Nations League 2022-2023 - 1º turno                                 | -                                                                        | 79’                                                                      |
| 24-9-2022                                                                | Praga                                                                    | Rep. Ceca                                                                | 0 – 4                                                                    | Portogallo                                                               | UEFA Nations League 2022-2023 - 1º turno                                 | -                                                                        | 63’                                                                      |
| 24-3-2023                                                                | Praga                                                                    | Rep. Ceca                                                                | 3 – 1                                                                    | Polonia                                                                  | Qual. Euro 2024                                                          | -                                                                        | 89’                                                                      |
| 20-6-2023                                                                | Podgorica                                                                | Montenegro                                                               | 1 – 4                                                                    | Rep. Ceca                                                                | Amichevole                                                               | -                                                                        | 46’                                                                      |
| 10-9-2023                                                                | Budapest                                                                 | Ungheria                                                                 | 1 – 1                                                                    | Rep. Ceca                                                                | Amichevole                                                               | -                                                                        |                                                                          |
| 22-3-2024                                                                | Oslo                                                                     | Norvegia                                                                 | 1 – 2                                                                    | Rep. Ceca                                                                | Amichevole                                                               | -                                                                        | 61’                                                                      |
| 7-9-2024                                                                 | Tbilisi                                                                  | Georgia                                                                  | 4 – 1                                                                    | Rep. Ceca                                                                | UEFA Nations League 2024-2025 - 1º turno                                 | -                                                                        | 26’                                                                      |
| 10-9-2024                                                                | Praga                                                                    | Rep. Ceca                                                                | 3 – 2                                                                    | Ucraina                                                                  | UEFA Nations League 2024-2025 - 1º turno                                 | -                                                                        | 68’                                                                      |
| 22-3-2025                                                                | Hradec Králové                                                           | Rep. Ceca                                                                | 2 – 1                                                                    | Fær Øer                                                                  | Qual. Mondiali 2026                                                      | -                                                                        |                                                                          |
| 25-3-2025                                                                | Faro                                                                     | Gibilterra                                                               | 0 – 4                                                                    | Rep. Ceca                                                                | Qual. Mondiali 2026                                                      | -                                                                        | 45+3’ 46’                                                                |
| 6-6-2025                                                                 | Plzeň                                                                    | Rep. Ceca                                                                | 2 – 0                                                                    | Montenegro                                                               | Qual. Mondiali 2026                                                      | -                                                                        |                                                                          |
| 9-6-2025                                                                 | Osijek                                                                   | Croazia                                                                  | 5 – 1                                                                    | Rep. Ceca                                                                | Qual. Mondiali 2026                                                      | -                                                                        |                                                                          |
| Totale                                                                   |                                                                          | Presenze                                                                 | 16                                                                       |                                                                          | Reti                                                                     | 0                                                                        |                                                                          |

## Palmarès

### Club

#### Competizioni nazionali
- Campionato ceco: 2

Sparta Praga: 2022-2023, 2023-2024
- Coppa della Repubblica Ceca: 1

Sparta Praga: 2023-2024